# Tal
Tal ili Talos (grč. Τάλως, Tál) u grčkoj mitologiji brončani je div s ljudskim tijelom i bikovom glavom koji je čuvao Kretu.

## Etimologija
U kretskom dijalektu talôs je bio ekvivalent grčkog hêlios = "sunce" (Helije), a Zeus je štovan kao Zeus Tallaios = "Sunčani Zeus".
Povezuje se i s Talajom, grebenom u Idi na Kreti.
Tal je bilo i ime Dedalovog nećaka.

## Karakteristike
Tal je prikazivan kao brončani div. Na novčiću iz Festa prikazan je krilatim, a na grčkim i etruščanskim vazama i zrcalima nije. Izvan Krete prikazivan je pokorenim.

## Mitologija

### Uloga
Tal je opisivan kao dar, bilo kao Hefestov Minosu - iskovali su ga Kiklopi kao bika ili je bio zadnji od brončane rase ljudi, bilo kao Zeusov dar Europi. Moguće je da je bio sin Kresa, personifikacije Krete. Pauzanije je naveo i da je Hefest sin Tala, te je jedini grčki pisac koji to spominje.
Legenda o Talu kazuje kako je u svojemu brončanom tijelu imao šupljinu, poput vene, od vrata do koljena. Ta je šupljina bila ispunjena čarobnom tekućinom pomoću koje se kretao. Imao je i brončani čavao između koljena i pete koji je sprečavao da ta tekućina iscuri, jer, kad bi bi iscurila, Tal bi postao samo beživotna hrpa bronce. 
Tal je triput dnevno obilazio stjenovite obale otoka Krete, služeći kralju Minosu. Kad bi neki brod uplovio u otočnu luku, Tal bi ga zasuo gomilom stijena. U slučaju da bi se tkogod i izvukao od tog napada, Tal bi svoje tijelo užario do usijanja i pekao neprijatelje na svome tijelu.

### Argonauti
Jazon je s Argonautima prilazio Kreti pošto su uzeli zlatno runo. Kao čuvar otoka, Tal je čuvao Kretu tako što je bacao velike stijene na njih i držao ih u zaljevu. Medeja je na nj bacila čaroliju da bi ga smirila, a potom je maknula čavao i iskrvario je do smrti, a Argonauti su nastavili dalje.
U drugoj inačici mita, prema Apolodoru, Medeja ga je začarala i pretvorila u smrtnika, a potom maknula čavao.

## Vanjske poveznice
- Tal u klasičnoj literaturi i umjetnosti (engl.)
- Tal u grčkoj mitologiji (engl.)